# 西仔反
臺澎之役，通稱「西仔反」，是中法戰爭期間法國遠東艦隊與清軍於1884年8月至1885年6月在臺灣北部與澎湖之間爆發的數次戰役總稱，包括基隆戰役、淡水戰役、月眉山戰役、澎湖戰役。

## 概述
戰事肇始於法國冀取得基隆煤礦為戰艦提供燃料，以便封鎖東南沿海，進而威脅中國沿海各大城市，也藉機佔領台灣，增加日後談判的籌碼。清朝了解到臺灣的戰略重要，故派欽差大臣兼福建巡撫劉銘傳前來督戰。經過一番打探後，法軍戰艦駛入基隆開砲，清軍予以還擊，西仔反戰事正式揭開序幕。
戰事之初法軍擊毀沿海多處砲臺，並攻佔基隆，取得航行中國沿海所需的煤礦，隨後即封鎖全臺。然而淡水之役，清軍將領孫開華擊退法軍，令戰事陷入膠著。之後雙方在北部山區展開攻防戰，清軍雖被連破數個陣線，但法軍受制於霍亂、傷寒等疾病，損失慘重。最後法軍艦隊司令孤拔雖率軍攻佔澎湖，卻于1885年6月11日因疫病死于澎湖馬公。1885年6月9日《中法新約》簽訂，法軍撤離，戰事結束。

## 起因
1883年，中、法之間因越南主權問題展開戰事，法國因為於越南戰事不若預期順利，於是計劃將戰事擴大至中國東南沿海，攻佔沿海城市以威脅北京的清朝政府，而雞籠（今基隆市）的煤礦則被法方視為戰艦的動力來源。另一方面，臺灣因具有戰略地理條件，法軍打算將其奪下，以更進一步威脅清廷。
清朝得知法國企圖後，該年年底由軍機處通令沿海各省加強武備。這項命令自是包含臺灣的布防與整備。而該整備由臺灣兵備道劉璈掌管。得此令劉璈，築砲台，建堡壘，購新槍，置水雷。並將全臺灣分成前（澎湖）、後（臺灣東部）、北（臺灣北部）、中（臺灣中部）、南（臺灣南部）各五路。此五路分別由台澎兵備道，臺灣鎮總兵、提督、副將、水師副將統領，可獨立作戰。
1884年2月，由於越南政府片面撕毀《順化條約》，法軍增兵攻佔越南北部，迫使清朝重啟談判。5月11日清朝全權代表李鴻章和法國窩爾達號（Volta）艦長福祿諾協商，訂下《中法会议简明条款》，清法暫時停戰。但6月「觀音橋事件」爆發，法方決意發動戰爭。為協防臺灣，清朝派前直隸陸路提督劉銘傳以福建巡撫兼欽差大臣的身份前來台灣督戰。7月11日，劉銘傳抵達基隆，增築數座砲台後，7月15日進駐台北城。

## 第一次基隆戰役
1884年8月4日晚，由於雙方談判破裂，法國東京灣艦隊司令李士卑斯（Sébastien-Nicolas-Joachim Lespès）率領三艘戰艦抵達雞籠（今基隆市），通令守軍退出，否則於次日8時開始攻擊。次日8月5日上午8時整，法軍準時對基隆港東的砲台開火，正式揭開攻台戰事序幕。社寮島（今和平島）營官姜鴻勝督砲還擊，五發砲彈中有三發擊中法旗艦Galissonnière號，然清軍砲台為固定式砲座無法迴旋，三艘法艦火力猛烈，由側面砲擊摧毀守軍砲台，並引發一處彈藥庫爆炸，火勢延燒到緊鄰的村莊。10時許法軍派遣陸戰隊約200名由二沙灣登陸，午後再派水雷分隊徹底破壞佔領區內的砲台設施。姜鴻勝所部則接獲密令撤退，官兵傷亡60餘人。
隔日法軍派遣陸戰隊攻入雞籠市街時卻中清軍福甯鎮總兵曹志忠的埋伏，敗退回艦。李士卑斯只好率領艦隊回到馬祖。根據Garnot和Loir的著述為陣亡两人、受傷十人，与海军档案相符。
8月23日，法軍快速宣戰，即刻轟擊馬尾造船廠，將11艘參戰的清方軍艦擊毀9艘。三日後8月26日，清朝正式對法宣戰。8月29日，法國東京灣艦隊與中國海艦隊合併為遠東艦隊，由孤拔（Amédée Courbet）擔任司令，率領5艘戰艦再度進攻雞籠。8月30日至31日，法軍展開猛烈砲轟，劉銘傳則徵募民團北上馳援 ，並封鎖淡水河河口，打算阻止法軍船艦駛入河岸。
9月19日，臺灣兵備道劉璈發佈《全臺漁團章程》，下令將所有漁團收編為水上團練，用以調查法艦情勢並阻止漢人私通法軍的情形。

## 攻佔基隆

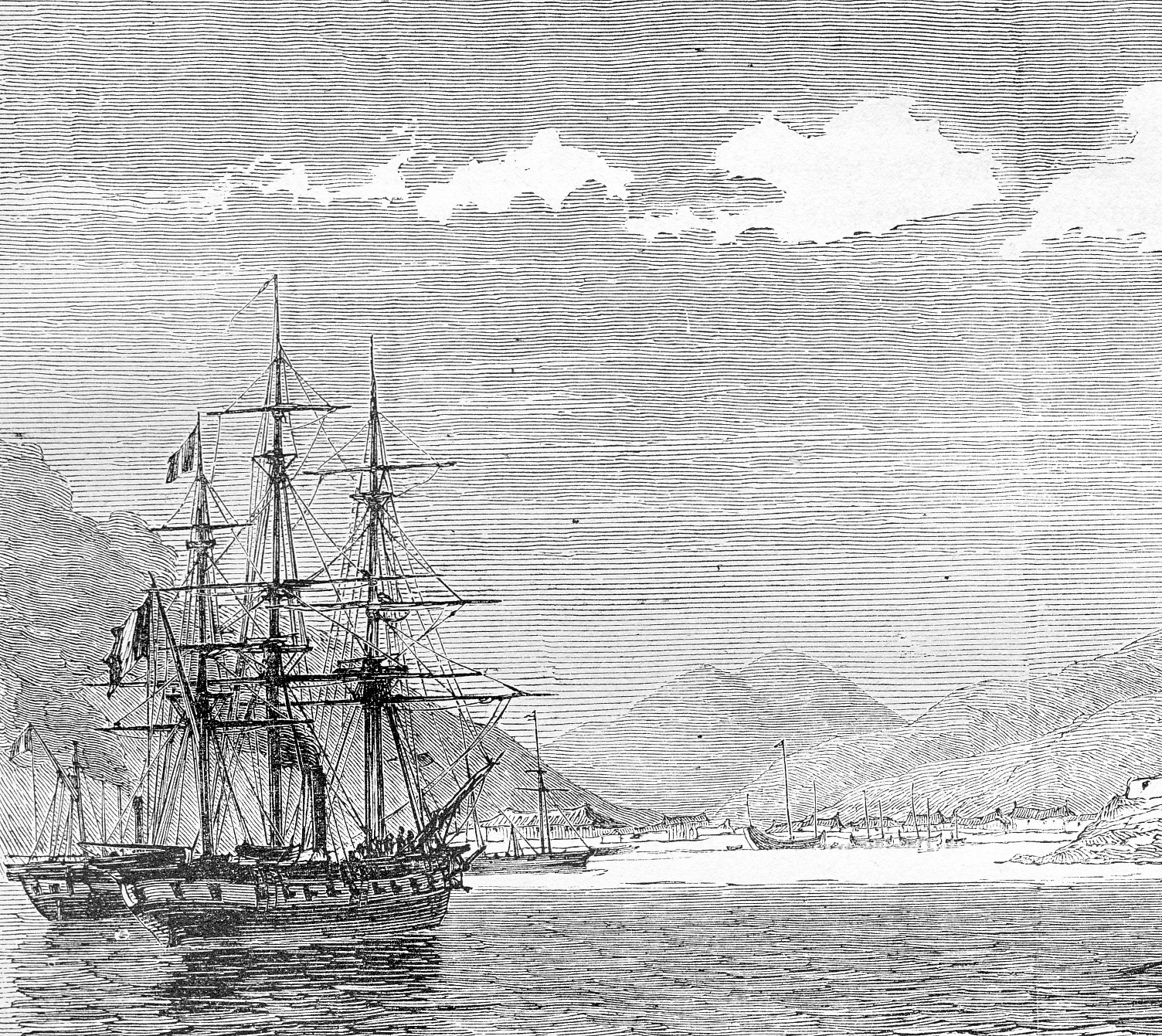
法國遠東艦隊主力於基隆港。

9月27日，因賠償問題談判破裂，法國海軍下令福建馬祖外海的遠東艦隊主力攻佔基隆。9月30日，孤拔帶領5艘軍艦抵達基隆外海，與原已停泊的6艘法艦會合，然後派副司令李士卑斯率領3艘戰艦攻打滬尾（今新北市淡水區），自己則與8艘戰艦攻打基隆。
10月1日黎明，法軍司令孤拔命令各艦開始砲轟基隆岸上，隨後派遣千餘人自港口西側仙洞山東南海濱登陸，仰攻仙洞小砲台。清軍血戰失利，當日退出山口，仙洞山遂為法軍佔領。該戰役法軍陣亡4人，清軍死亡100人，受傷300人。
2月清晨，前一日已停泊在滬尾港外的3艘法艦與當地守軍互相砲擊，法巡洋艦德斯丹號受創，守軍新、舊砲台亦被擊毀，遂向基隆告急。劉銘傳考量滬尾往台北城路途平坦難守，不若基隆往台北則是多山易守，權衡之下，乃抽調大部分基隆兵力馳援滬尾，僅留下300餘人退守基隆南方的獅球嶺砲台。
3日，法軍在無抵抗下向前推進，佔領基隆西部。4日佔領基隆南方各堡壘及市區，8日佔領獅球嶺各堡壘，基隆遂全為法軍所佔領。
劉銘傳不戰而棄守基隆，亦未增援淡水，10月2日清軍自基隆撤退時，劉銘傳因擔心法軍自滬尾攻入臺北城，原本打算直接逃往竹塹城（今新竹），甚至有逃回台灣府之意，並下令據守淡水前線的孫開華退回保護其個人的安全，遭孫開華嚴拒。據英國商人約翰·陶德等人記載，劉銘傳率領一千多名士兵，攜帶大量珠寶、金銀、細軟、糧秣欲離開臺北，行經艋舺（今臺北市萬華區）時，商民認為劉銘傳想「落跑」而進行罷市、聚眾將劉包圍，甚至被從轎子中拉出來毆鬥，並大罵劉銘傳為漢奸、為懦夫，然後監禁在艋舺龍山寺內，直到劉承諾會坐鎮台北督戰後才被放出來。淡水海關稅務司法來格（E. Farago）報告總稅務司赫德（Robert Hart）轉呈總理衙門、孫開華呈報左宗棠轉呈軍機處等文獻亦有類似的記載:43-45,164-173,183
劉發現滬尾形勢并沒有明顯惡化，即以章高元部四個營增援滬尾，曹志忠部仍折回基隆，在水返腳（今汐止）一帶扼守。
攻下基隆後，法軍戰艦於10月4日全面砲轟滬尾，共發射了一兩千枚砲彈，但僅造成清軍10多人傷亡。

## 淡水戰役

#### 滬尾登陸戰

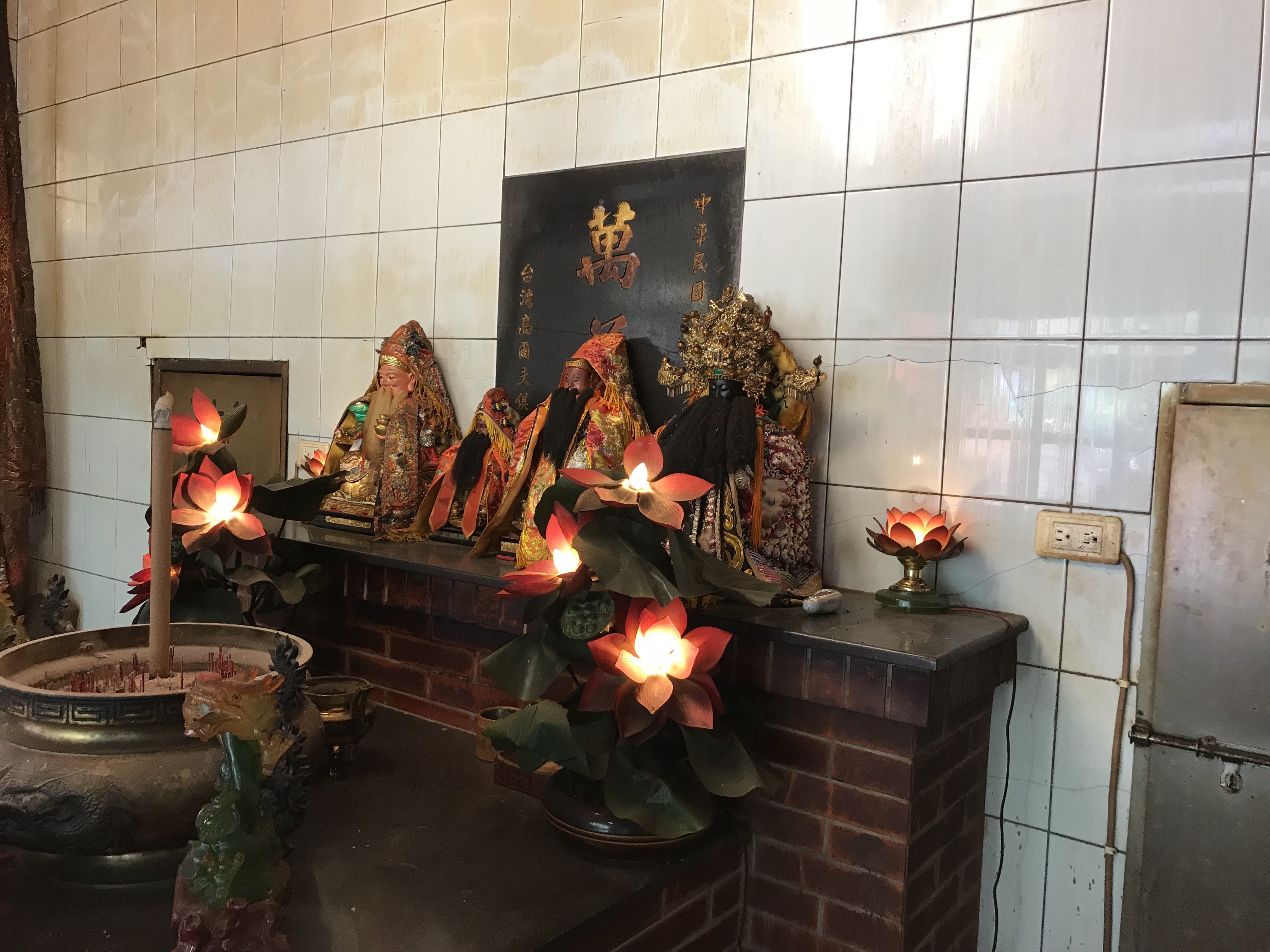
大庄萬善堂牌位與神像

1884年（清光緒10年）10月8日，法軍再度砲轟滬尾，並在原淡水港口英國籍引水人卡洛力（Carozzi、本名:卞特利（Bently））的協助下、引爆清軍所布下之淡水河口防衛水雷。之後突破清軍的海上封鎖線，成功靠岸。法軍由塞巴斯蒂安·利士比總指揮，由“雷諾堡號”（Châteaurenault）艦長佈利諾（Capitaine de frégate Boulineau ）中校任前敵指揮官率領六百人（5個陸戰隊连）在今沙崙海水浴場發動登陸戰。清軍指揮官欽差劉銘傳派章高元部支援，鎮守當地的福建陸路提督孫開華與章高元、劉朝祐、鄉勇張李成等人率領3000名軍勇埋伏各處，襲擊法軍部隊，戰鬥過程中清軍人數較多。因此戰鬥至下午一點時法軍已被困在凹地樹林中，死傷慘重，被迫撤退回艦。清軍成功守住滬尾。此戰法軍傷亡66人，清軍陣亡80人，受傷200多人。
此戰為中法戰爭中法軍極少數戰敗的戰役，對戰爭進程有很大的政治意義。
10月10日，法軍降半旗為陣亡將士致哀。清軍則開始増援滬尾，當地駐守兵力達到6000人。

## 11月與12月之基隆作戰
由于在淡水戰役中戰敗，法軍对台湾的控制仅限于基隆镇和周围阵地。並沒有達到法軍的戰略預期，但法軍人數極少，無法继续前进。因此，他们尽最大努力巩固基隆這個桥头堡。建造了几个堡垒来阻擋通往城镇的各种道路。克莱门特堡、中央堡和蒂里翁堡面向西，面向中国在樂道的阵地。淡水堡和鹰巢堡阻擋淡水通往基隆的主干道。 克拉穆瓦西塔是一座改建为堡垒的大型中国建築，由克拉穆瓦西上尉的海軍陸戰隊连负责，阻擋了通往基隆的南部通道。伯尔堡、加迪奥尔堡和巴亚德堡，一个被统称为“伯尔防线”的堡垒链，位于基隆东郊小湾的低矮山丘上。八月份被法軍摧毁的三座堡垒得到修复 ，并分别以与它们交战的三艘戰艦的名字命名为卢廷堡、维拉尔堡和拉加利松尼耶尔堡。 

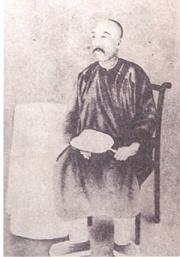
刘铭传 (1836–96)

1884年11月2日，曹志忠將軍率领 2,000 人的部队袭击了位于基隆西南的淡水堡和鹰巢堡的法国前哨。清軍从汐止进行夜间行军，希望在黎明時的攻击使法国人措手不及，但卻未能及时到达法軍陣地。導致进攻在白天時进行的，並輕易被法軍擊潰。法軍僅一人受輕傷，而清軍在戰鬥中陣亡200人以上，並大量受傷。 11月3日，一支清朝部隊从南面接近基隆，试图冲向克拉穆瓦西塔，但被守军毫不费力地击退。 
这些攻勢失败后，刘铭传开始注重基隆。他命令该镇的居民离开家园，从而剥夺了法軍的當地補給，并在基隆南部和东南部建立了一些防禦工事。清軍在竹仔嶺(今臺鐵竹仔嶺隧道上方一帶、紅淡山和月眉山的等地之山上建造壕溝堡壘等防禦工事，并用精心制作的壕沟系统将它们连接起来。 这些堡垒分别被法軍以齒型高地(La Dent)、竹堡和桌型高地(La Table)命名。由于其独特的形状，红淡山被命名為Le Cirque。 11月13 日至14日，法軍率領約1營兵力攻擊紅淡山，但無法佔據紅淡山頂，不過卻摧毁了在紅淡山西南方的今基隆南榮公墓周圍的防御工事，并烧毁了清国該河谷的聚落-南嶺腳。 12月12日，法国人占领并拆除了部分的位在狮球岭堡壘東南邊的（齒型高地），但清軍後來又佔領該陣地，並逐漸逼近法軍陣地，雙方戰鬥再次陷入僵持與拉鋸戰。 
虽然法军在与刘铭传军队的交战中的損失可忽略不計，但法國远征军却因疾病而伤亡惨重。1884年11月，法軍爆发霍乱和斑疹伤寒，截至12月23日，已有83名法国士兵病死，数百人丧失行动能力。 1884年12月1日，只有1,100名法国士兵仍可行动，是两个月前人数的一半。

## 法军进攻（1885年1月25日—31日）

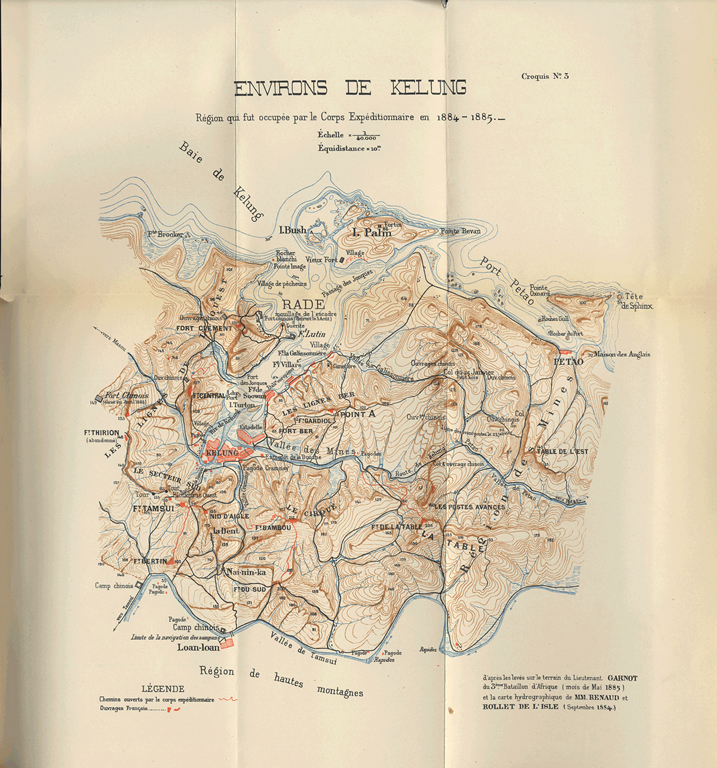
基隆的法国占领区

1884年底，法国人在淡水和南部臺灣府（今台南）和打口（今高雄）港口開始實施封锁。但卻無法阻止清軍在台湾南部登陆大量军队。 清軍的大量征兵使得刘铭传的守军到年底达到了25,000人左右，1885年4月达到了35,000人左右。
基隆周围的中国军队大部分是来自福建的正规士兵。皆為清軍精銳。他们的装备包括德製腰带、刀鞘和弹药袋。幾乎都裝備李 -1879型步枪，尽管也有毛瑟、温彻斯特和雷明顿步槍，某些士兵甚至装备了最新的霍奇科斯卡宾枪。他们還有充足的弹药供应。 

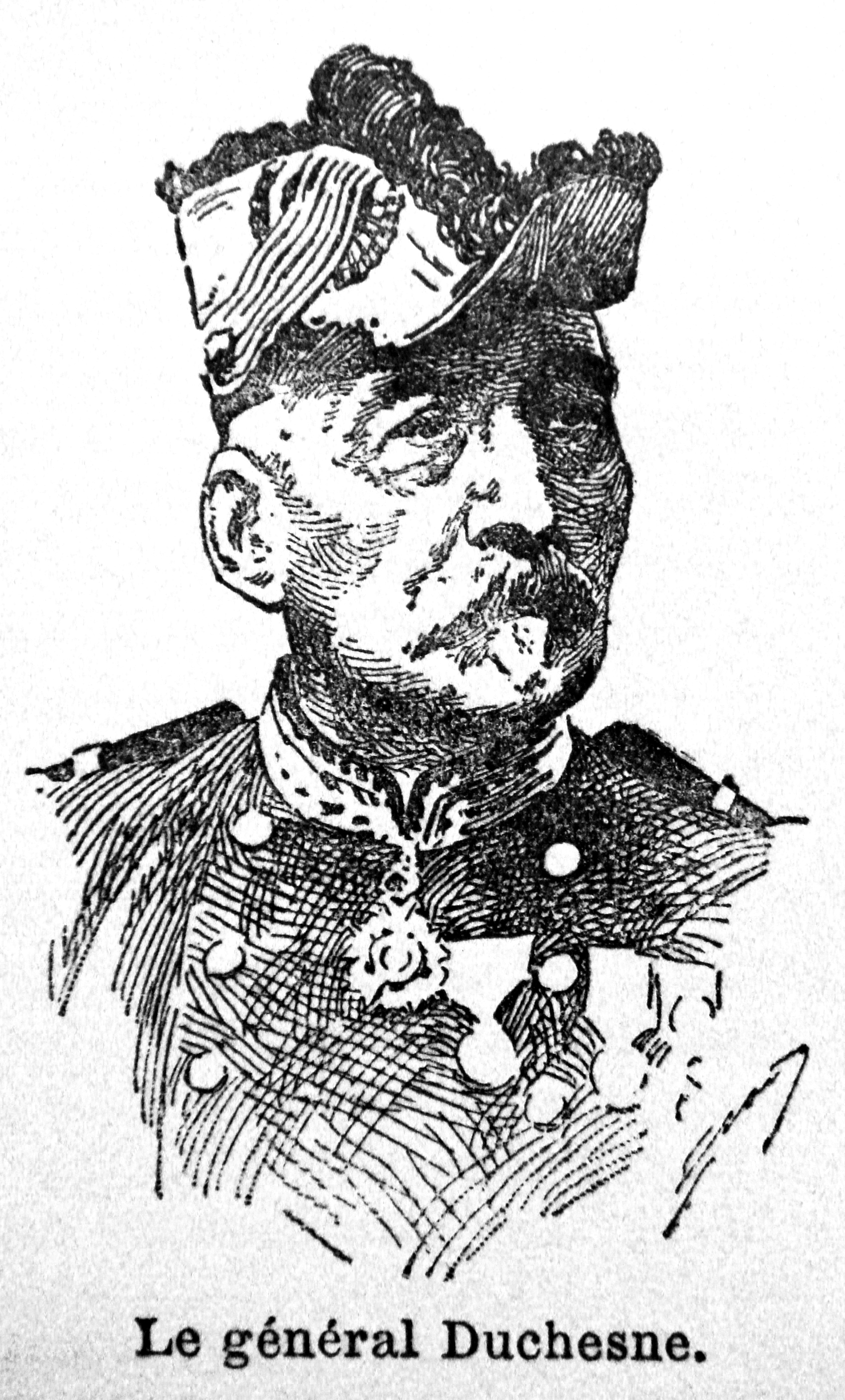
雅克·迪舍納将军 (1837–1918)

1885年1月上旬，法國远征军增援了两个步兵营，总兵力达到 4000 人左右。 1 月 6 日，第 3 非洲轻步兵营的6个连中的4个连抵达基隆，第4外国军团营的所有4个连于1月20日下船。扩大远征军的指挥权交给了未来的法国将军和馬達加斯加征服者，雅克·迪舍納中校，他最近因在玉奧戰役以少勝多痛擊劉永福的黑旗军而声名鹊起。
非洲营的增援部队很快就開始戰鬥，但这并不符合迪舍納的计划。 1885年1月10日，由穆里埃下士指挥的15名無聊的士兵離開軍營，向清軍發起無意義的進攻。穆里埃和他的手下很快就遭到了攻击，其他法軍被迫派出援軍支援。中午时分，整个非洲营在红淡山半山腰的开阔地带排成一列，与竹堡的中国守军交火。 孤拔和迪舍納对这次鲁莽且未经授权的攻擊感到愤怒。法軍在这次交火中的伤亡為17人死亡，28人受伤。清軍的傷亡則為數百人以上，因为他们的阵地在交战期间遭到了法軍大炮的炮击。這些抗命士兵被判入狱 60 天。 
两周后，法軍以更有序的方式进攻中国防线。 1885年1月25 日，迪舍納发动攻势，志在夺取清軍的重要佔地所在地，月眉山。在三天的战斗中，法国人占领了辅助阵地，使炮兵能够包围中国的主要防御工事，但1月28日，暴雨使得法軍的進攻暫時停止。1月31日晚上，中国对辅助阵地的反击被法軍用步枪近距离射击果断地击退。在1月25日至31日的行动中，法国的伤亡人数为21人死亡和62人受伤，清軍的伤亡人数，大部分是因1月31日的灾难性反击中所造成的，至少有2,000人以上。死者包括营长张仁贵，一名来自宜兰的土匪头目，曾为曹志忠的指挥部贡献了200名民兵。 
迪舍納急于通过对桌型高地的进一步攻击来擴大戰果，但大雨持续了整个2月，使得進行大规模的部队调动變得不可能。2月中旬，清軍用康格里夫火箭从桌型高地轰炸了法軍阵地，但没有造成任何损失。法国大炮还击，幸运的一槍炸毁了桌型高地上的一个弹药库，造成大量傷亡。此后，清軍撤退。 

## 法军进攻（1885年3月4日—7日）

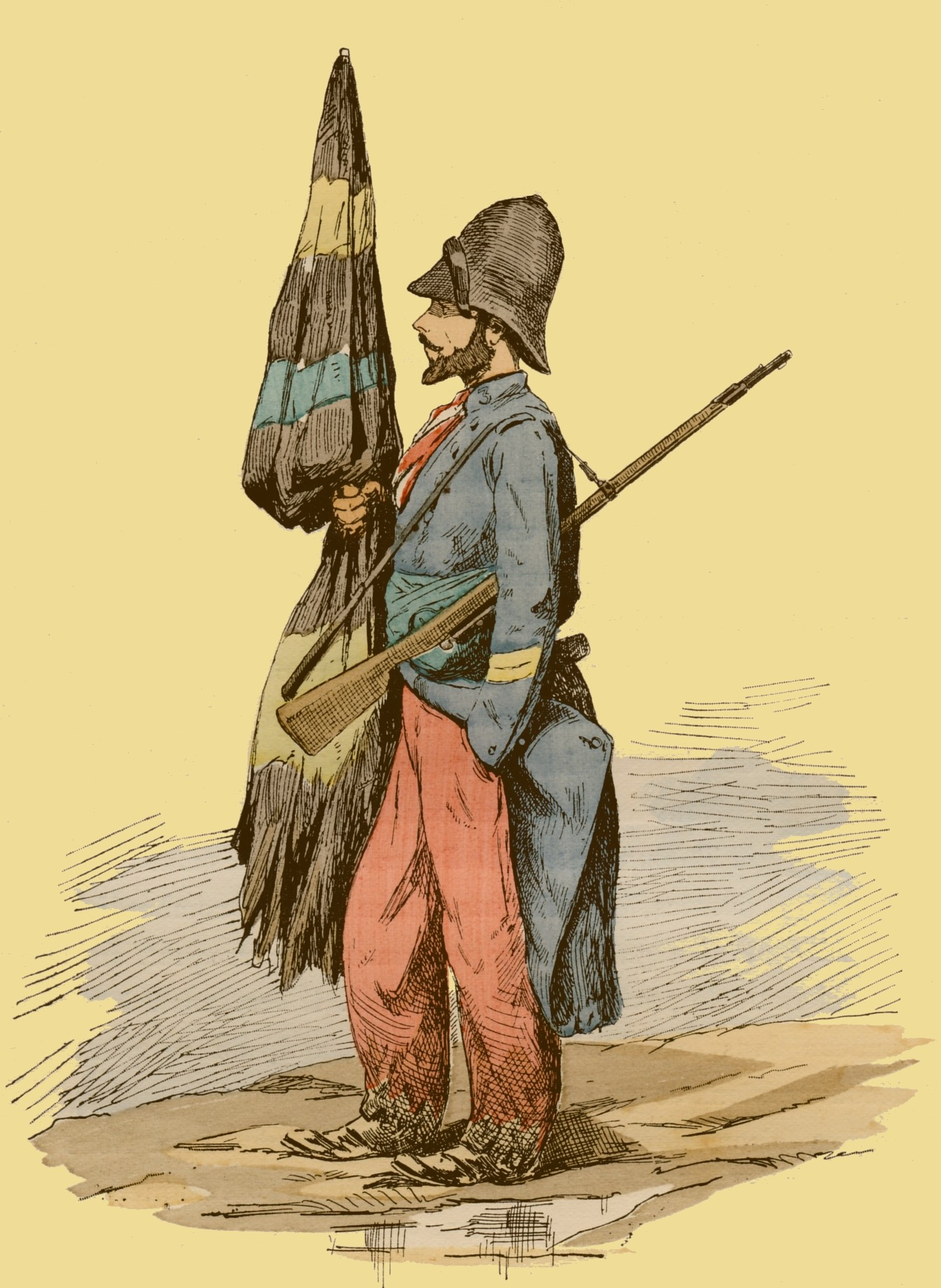
在基隆的法国外籍军团士兵。

大雨在3月2日停止，两天后，迪舍納发动了第二次非常成功的攻势。在 3月4日至7日之间的一系列行动中，法军以侧翼攻击清軍防线以东的方式打破了清軍对基隆的包围，击败了曹志忠、王世政和林朝棟指揮的清軍，攻占桌型高地和竹堡的要地，迫使清軍撤退到基隆河后。 
迪舍納以1,300名士兵擔任进攻纵队。该纵队由第4军团和第3非洲营的6个连和3个海军陸戰隊连组成。大炮支援由德尚格伦上尉指挥的三门炮和炮艇维佩尔号提供，它占据了北套附近的一个阵地，可以从这里炮击中国在月眉山和基隆河流域的阵地。 
3月4日，法军大胆向东向八堵进军，占领了五坑山和深澳山的山顶。 
3月5日黎明时分，他们下到深澳坑山谷，向南进军，将自己置于中国防线的侧翼。下午時，他们从东边爬上六坑山，登上月眉山的东壁，在没有被发现的情况下接近了清軍阵地。下午晚些时候，法軍同時對正面和侧翼攻击，並攻占了桌型高地，由来自法国前线阵地的步枪和大炮火力支援。这次袭击重创了清軍阵地，法军步兵逼近桌型高地，在清軍能反應過來前就完成攻佔。 
3月6日，增援的攻击纵队停下来补给食物和弹药。 
3月7日上午，法军从月眉山向西挺进，一路杀向红淡山山顶，并在此猛攻竹堡。袭击者得到了克拉穆瓦西的海军陆战队步兵连的帮助，该部队在前一天晚上悄悄占领了竹堡以西的一个山丘阵地。当主力部隊從东方接近竹堡时，克拉穆瓦西的海军陆战队从清軍的阵地后面用毁灭性的攻勢擊潰了清軍。法军三色旗在竹堡上空升起，远东艦隊在基隆港鸣响雾号迎接，法军返回月眉山和六坑山。 

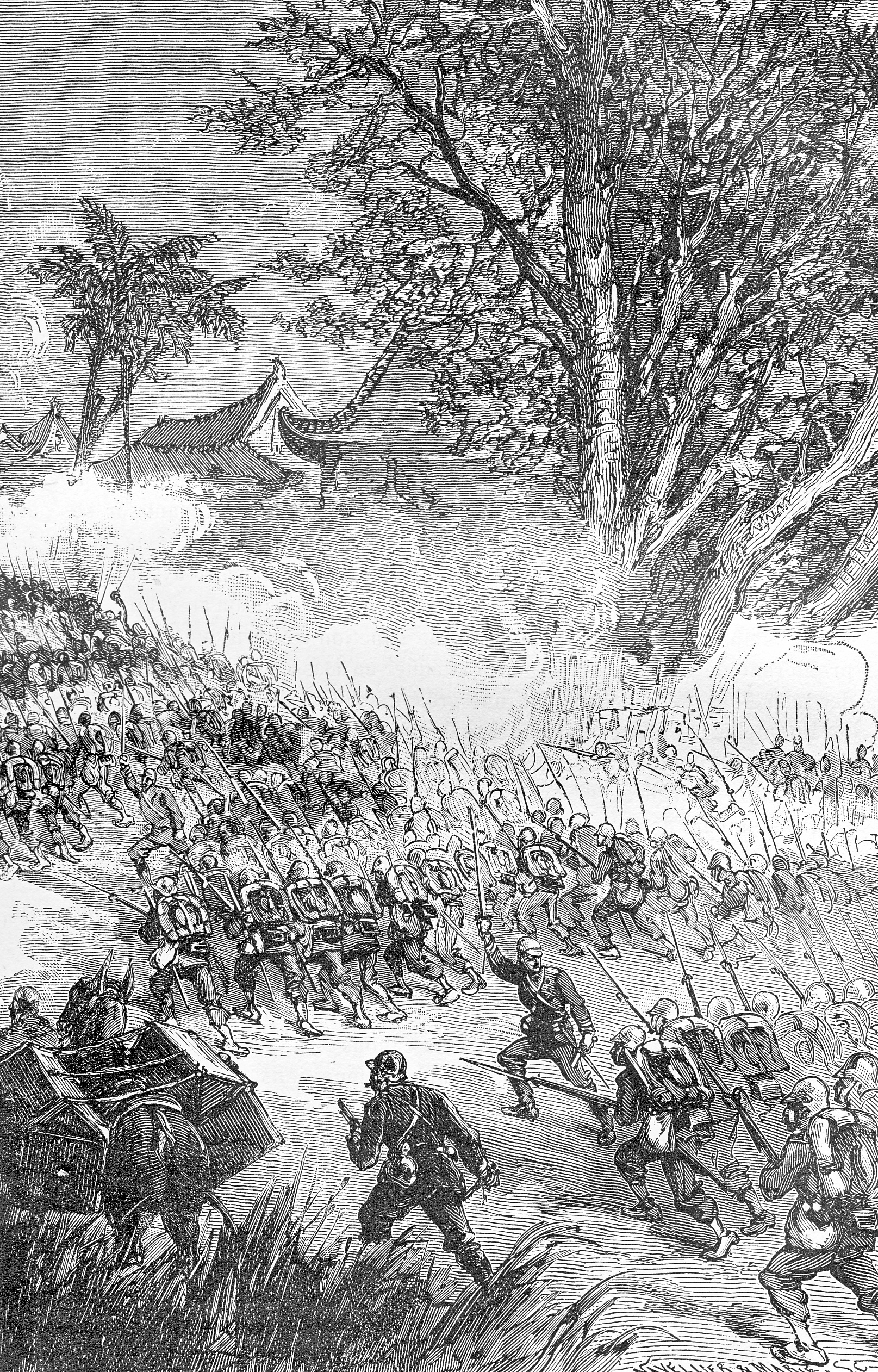
1885年3月7日，法軍迅速攻佔竹堡

3月7日下午，一支由法軍混合纵队沿鸟嘴尖向南进攻，抵擋敌人的坚决抵抗。這場戰役是四日战役中最激烈的一场。清軍占据了山峰，向前进的法軍滚下岩石，一个隐藏在树林中的中国步兵部队向近距离的法軍开火。法軍最终将清軍从山脊上赶了下来，在日落前将他们赶回了暖暖。 
夜幕降临时，迪舍納停止了追击，并在基隆河北岸重新集结了他的部队。 
3月8日，法国巩固了他们的陣線。 3月9日，清軍退回到基隆河后。 
法军在三月攻势中的伤亡人数为198人傷亡，清軍的损失則超過1,500人傷亡。法軍还缴获了一组先進德国克虏伯加农炮，這些大砲僅僅使用過幾次。如果法軍的进攻再拖延几天，很可能會因猛烈的炮火而失敗。迪舍納的攻势成功在最關鍵的時刻發動。 
攻占桌型高地和竹堡虽然付出了代价，但对法軍来说是场非凡的胜利。 迪舍納的部隊被要求进行100公里的強行軍，經過大量的蠻荒地區進行兩次重大戰鬥。此壯舉也許是中法战争中最令人印象深刻的戰役，但卻被法軍在宣光圍城戰中的輝煌勝利所掩蓋了。 

## 澎湖戰役
3月14日，法國政府停止增援雞籠戰事，並命孤拔攻佔澎湖。3月29日，孤拔率領遠東艦隊8艘戰艦進攻媽宮城（今澎湖縣馬公市），清軍將領梁景夫死守四角仔要塞，與以砲轟還擊，但法軍火力強大，至3月31日時幾乎夷平整座要塞，鎮守清軍死傷慘重、完全瓦解，法軍得以順利佔領澎湖。幸存的清軍士兵靠渔船有一些跑到厦门，还有一些被當地居民捉去交给法军。法国人死5人伤12人，伤者中地位最高的是来自Triomphante号的海军上尉波罗。清軍阵亡三百伤四百，包括数名高级军官3月30日，随着谅山弃守（法国人不知道镇南关，而知道谅山，并称之为“东京事件(TONKIN AFFAIR)”）的消息傳到法國本土，總理茹費理（Jules Ferry）下臺，法國內閣以306对149的票數否決了“軍費议案有优先权”提案。而茹費理刚一辞职法国就同意“应先前要求”给越南法军垫付五千万法郎“人们认为是法国战争计划的象征”。4月3日，孤拔將基隆法軍撤至澎湖，準備調往越南增援。
4月14日双方开始谈和，令孤拔解除對台封鎖。4月15日，法軍正式解除封鎖。但于和约订下为止都仍占领澎湖。隨後法國政府與清朝展開談判，清軍與法軍未再爆發戰事，但五月與六月之間澎湖流行瘟疫，法軍病死若干，甚至司令孤拔也罹患赤痢，並快速惡化成貧血。
6月9日，在英國的調停下，李鴻章和法國公使巴德諾（Patenotre）在天津簽訂了《中法天津條約》。6月11日，孤拔於澎湖馬公因病去世。
6月13日，遠東艦隊接獲和談通知，6月16日由李士卑斯代理艦隊司令一職，前往基隆交換俘虜，並於6月21日撤離基隆，8月4日完全撤離澎湖，俗稱西仔反的清法戰爭台灣戰事才完全落幕。

## 影響
這場戰爭法軍因赤痢、瘧疾與霍亂而死傷慘重，被迫不斷請求增援部隊，而臺灣也因法軍封鎖，造成主要外銷商品茶葉與樟腦無法出港，加上官員不斷徵求民團助戰，開銷頗大，導致財政困難，經濟衰退，直到臺灣建省後得到福建財政支持才得紓解。
在西仔反戰役中，法國政府試圖以臺灣作為威脅清朝的籌碼，而清朝則全力支援臺灣戰事，希望拖住遠東艦隊，以防其北上攻打燕京，結果西仔反戰事的確拖住了法軍艦隊的攻勢，使得孤拔雖佔領基隆，但得不到足夠燃料。北上作戰的計畫落空，最後病逝馬公，這對中法戰爭的戰略局勢影響甚深。
清朝於此戰發現臺灣的海防戰略價值，在戰後宣布臺灣建省，命劉銘傳以福建巡撫的身分兼任首任臺灣巡撫，推動臺灣新政，強化臺灣自身的防衛能力。並於澎湖群島興建新砲臺及強化舊砲臺防禦能力。
因戰事集中在臺灣北部，該地的戰略價值被突顯強化，因此新政時省城雖在大墩城（今臺中市），劉銘傳卻多移往臺北城，新政也集中在臺灣北部，這令臺灣的政經中心由臺南移往臺北，並持續至今。
法軍攻淡水時，淡水人迎出清水祖師神轎助戰，竟然擊退法軍；因此光緒帝賜「功資拯濟」御筆匾額，現掛於艋舺祖師廟正殿。因祖師顯靈，造成艋舺、淡水雙方信徒爭相奉祀，從此祖師神像由艋舺、淡水輪流奉祀，而淡水祖師廟正殿亦掛有「功資拯濟」匾額之複製品。
參戰鄉勇於戰後發展成棟軍，更於1895年發展成抗日主力軍隊義軍。(參見李惟義)
2004年為中法戰爭暨台北建城120週年，台北市於當年9月3日將中法戰爭清軍陣亡將士入祀台北市忠烈祠。

## 文化資產
- 清法戰爭紀念園區：市定古蹟，位於基隆中正區中正路與東海街交叉，由「法國公墓」與「民族英雄墓」組成，紀念中法戰爭時犧牲將士。 法國公墓建於清光緒十一年 (西元1885年)，共有四座古墓，是園內最重要的文物，有花崗石墓碑及砂岩墓碑，砂岩墓碑已風化且有斷痕，墓碑上的圖騰以十字架及圓圈形圖案為主，園中亦有日治初期所建造的紀念碑。民族英雄墓中法戰後建墓埋葬清軍及義勇軍的陣亡將士。日治時代因興建馬路被拆除，當地士紳又建「清國人之墓」，戰後重建目前所見紀念碑。
- 二沙灣砲臺：國定古蹟，又名海門天險，位於基隆市二沙灣山上，採用中國城門築法。原位於二沙灣海邊的礮臺，約在清道光年間創建(1840年)，中英鴉片戰爭爆發基隆守軍擊退英軍，基隆海防受到重視。現址為劉銘傳部隊於中法戰爭後(1885年)所建。現存之建築，如城門、營舍牆基、大階梯、礮座、子牆及儲彈藥庫，居高臨下視野寬廣。
- 大武崙砲臺：國定古蹟，位於基隆外木山漁港後的大武崙山情人湖的上方，扼守基隆港西側的重要據點。 在中英鴉片戰爭及中法戰爭時，清政府均派兵駐防，但今見礮台應為日治時代所改建之結果。遺址保存良好，包括營區大門步道、洞窟營舍、東稜堡、北稜堡、南稜堡、避彈壕、蓄水池等。
- 白米甕砲臺：市定古蹟，位於基隆市，舊稱「荷蘭城」，相傳西班牙人、荷蘭人於此建堡，礮台創建年代在中法戰爭時，但現今建築應為日治時代所改建。遺址保存尚可，有礮盤區、彈藥庫、觀測所、機槍陣地等。礮台成長形配置，一字排開面向海面，是迎敵的第一線，可俯瞰基隆內外全景。
- 獅球嶺砲台：市定古蹟，位於基隆市獅球嶺，建於清光緒10年（1884年），東西兩側另建兩座砲台，1884年清朝與法國與越南問題，引起中法戰爭攻打基隆，稱這座砲台為「鷹巢砲台」。
- 二鯤鯓砲臺：國定古蹟，又稱「億載金城」，位於臺南市，1874年日本發動牡丹社事件時，清廷一面向日本抗議，一面派福建船政大臣沈葆楨辦理台灣等地海防兼理各國事務大臣。沈葆楨以安平形勢險峻，奏請建造仿西洋式砲台一座。砲台由法國人帛爾陀(Berthaud)設計，從同治十三年（1874年）起建，到光緒二年（1876年）完工。中法戰爭時，法國艦隊曾經侵擾安平外海，被億載金城的守軍開炮驅離。
- 風櫃尾荷蘭城堡：國定古蹟，位於澎湖縣，西元1622年由荷蘭人所興建，台灣最早完成之西式城堡，位於馬公風櫃尾小半島上，俗稱「蛇頭山」，與馬公半島共同扼守馬公灣。清光緒十年〈西元一八八四年〉一月，因中法之間戰雲密布，劉璈緊急整修本砲臺及西嶼砲臺，翌年三月，法軍攻擊臺北失利，將軍艦調往澎湖，二十九日七時艦隊航入澎湖灣，本砲臺曾發砲攻擊，約八時許守軍即宣告棄守。
- 孤拔紀念碑與澎湖法軍殉職紀念碑：孤拔於6月11日死於澎湖馬公，遺體於當年八月被運回法國八月二十六日為其舉行國葬，而他的遺物與戰死海軍主計長戴爾及海軍陸戰隊中尉若罕埋骨於馬公市民族路與民生路口，日治時代法國政府每年撥款委由臺灣總督府代為維護管理，民國43年法國政府將海軍主計長戴爾及海軍陸戰隊中尉若罕的遺骨遷往基隆法國公墓，現址只剩重建的紀念碑一座，供後人憑弔。
- 滬尾砲臺：國定古蹟，位於新北市淡水區油車里油車口山坡，中法戰爭結束後所興建砲臺，創建於光緒十二年（1886年），門額「北門鎖鑰」，光緒十五年（1889年）裝配完工，並未參與任何的戰事。中法議和後，臺灣巡撫劉銘傳與閩浙總督兼福建巡撫楊昌濬，積極籌辦臺灣、澎湖善後防務。劉銘傳以澎湖、基隆、滬尾、安平與旗後等五口各居臺灣防隘，興築砲臺以便防衛。

## 有關戲劇
- 中国中央電視台製作的古裝电视劇《台湾1895》刘德凯扮演刘铭传，陈之辉扮演孙开华。
- 民間電視台製作的古裝八點檔戲劇《飛龍在天》有數集描述此戰在北海岸的戰場和戰役，不過除了劉銘傳、霧峰林家和孤拔是真實存在之外，其餘皆為虛構。

### 引用
1. 1 2  林君成（2008年），第2-30页
2. 1 2 3  林君成（2008年），第5-13页
3. ↑  120人在戰場上陣亡. Joeck, 8.
4. ↑  Crook, Steven. . Taipei Times. Nov 15, 2001: 11  [2022-02-24]. （原始内容存档于2022-04-15）.
5. ↑  Tsai 2009 （页面存档备份，存于）, p. 103. （页面存档备份，存于）
6. ↑  戚嘉林，《臺灣史》第二冊，農學公司，1998年三版，第883頁
7. ↑  《中法战争诸役考》 P182-185
8. ↑  劉璈/臺灣銀行經濟研究室，《巡臺退思錄no.21》（臺北市：臺灣銀行，1958年，平裝本），頁271-280。
9. ↑  戚嘉林，《臺灣史》第二冊，農學公司，1998年三版，第888頁，第892－893頁
10. ↑  陳政三譯，《北台封鎖記—茶商陶德筆下的清法戰爭》，原民文化，2002年，第51頁
11. ↑  德約翰（John Dodd）. . 台灣書房26·閱讀台灣8V05. 由陳政三翻译 二版. 台北市: 五南. 2015-12 [初版2007-11]  [2015-09-27]. ISBN 978-957-11-8183-7. （原始内容存档于2015-09-28）.
12. ↑  許毓良. . 台灣文獻. 2003-03, 54 (1): 295–326  [2023-02-26]. （原始内容存档于2023-02-26）.
13. ↑  Garnot 1894，第45–57頁; Lung Chang, 326
14. ↑  Garnot 1894; Poyen-Bellisle, 26–34
15. 1 2  Garnot 1894
16. ↑  陳世一，2022 〈重現清法戰爭時期清法軍地名與戰場空間形勢〉《2022年淡水學術研討會- 產業與社會》淡江大學歷史學系主辦。
17. ↑  陳世一 2022，第11頁.
18. ↑  陳世一 2022，第12頁.
19. ↑  許美策，2022 〈清法戰爭臺籍士紳與地方鄉勇在基隆戰場的表現與定位初探〉《2022年淡水學術研討會- 產業與社會》淡江大學歷史學系主辦
20. ↑  Garnot 1894; Poyen-Bellisle, 35–41; Rouil, 60–65
21. ↑  Garnot 1894; Loir, 209–44
22. ↑  Garnot 1894; Poyen-Bellisle, 54–6
23. ↑  Garnot 1894; Lung Chang, 327
24. ↑  Garnot 1894; Loir, 239–41; Rouil, 86–7
25. ↑  Garnot 1894; Lung Chang, 327; Poyen-Bellisle, 76–89
26. ↑  Garnot 1894; Poyen-Bellisle, 77–9
27. ↑  Garnot 1894; Poyen-Bellisle, 80–82
28. ↑  Garnot 1894; Poyen-Bellisle, 82–5
29. ↑  Garnot 1894; Poyen-Bellisle, 85–6
30. ↑  Garnot 1894; Poyen-Bellisle, 86–7
31. 1 2  Garnot 1894; Poyen-Bellisle, 87
32. ↑  Garnot 1894; Poyen-Bellisle, 88–9
33. ↑  Garnot, 168–9; Poyen-Bellisle, 88
34. ↑  Garnot, 172
35. ↑  Garnot, L'expédition française de Formose, 1884–1885 (Paris, 1894). p. 193.
36. ↑  《镇南关大捷后法国对华政策试析》，载《钦州师范高等专科学校学报》2002-02.
37. ↑  《中法战争》七 P401

## 外部連結
- 臺灣戰史
- 2004年九三軍人節 中法戰爭烈士入祀[永久]